# Plestiodon liui
Plestiodon liui (синьохвостий сцинк Лю) — вид сцинкоподібних ящірок родини сцинкових (Scincidae). Ендемік Китаю. Вид названий на честь китайського герпетолога Лю Ченчао.

## Поширення і екологія
Синьохвості сцинки Лю відомі з кількох місцевостей, розташованих в провінціях Цзянсу, Чжецзян і Хубей на півдні Китаю.